# Reprezentacja Niemieckiej Republiki Demokratycznej w skokach narciarskich
Reprezentacja Niemieckiej Republiki Demokratycznej w skokach narciarskich – grupa skoczków narciarskich wybrana do reprezentowania NRD w międzynarodowych zawodach.
Reprezentacja istniała w latach 1949–1990, równolegle z reprezentacją Republiki Federalnej Niemiec. Po zjednoczeniu Niemiec, zawodnicy z obu krajów zostali wcieleni do jednej kadry.

## Znani zawodnicy
| - Hans-Georg Aschenbach - Jochen Danneberg - Manfred Deckert - Holger Freitag - Ralf Gebstedt (także w reprezentacji RFN) - Harry Glaß - Henry Glaß - André Kiesewetter (także w reprezentacji RFN) - Veit Kührt - Werner Lesser | - Raimund Litschko - Karl-Heinz Munk - Udo Okraffka - Klaus Ostwald - Helmut Recknagel - Rainer Schmidt - Gerd Siegmund (także w reprezentacji RFN) - Martin Weber - Jens Weißflog (także w reprezentacji RFN) - Heinz Wosipiwo |

## Trenerzy
- Hans Renner (1954–1970)
- ? (1970–?)
- Joachim Winterlich (?–198?)
- Reinhard Heß (1988–1990)